# Codice ATC D03
Il codice ATC D03 "Preparati per il trattamento di ferite e ulcere" è un sottogruppo del sistema di classificazione Anatomico Terapeutico e Chimico, un sistema di codici alfanumerici sviluppato dall'OMS per la classificazione dei farmaci e altri prodotti medici. Il sottogruppo D03 fa parte del gruppo anatomico D, farmaci per l'apparato tegumentario.
Codici per uso veterinario (codici ATCvet) possono essere creati ponendo la lettera Q di fronte al codice ATC umano: QD03... I codici ATCvet senza corrispondente codice ATC umano sono riportati nella lista seguente con la Q iniziale.
Numeri nazionali della classificazione ATC possono includere codici aggiuntivi non presenti in questa lista, che segue la versione OMS.

## D03A Cicatrizzanti

### D03AX Altri cicatrizzanti
D03AX01 Cadexomero iodico
D03AX02 Destranomero
D03AX03 Pantenolo
D03AX04 Acido pantotenico
D03AX05 Acido ialuronico
D03AX06 Becaplermin
D03AX09 Crilanomer
D03AX10 Acido glicirretico
D03AX11 Clorito di sodio
D03AX12 Trietanolamina
QD03AX90 Ketanserina

## D03B Enzimi

### D03BA Enzimi proteolitici
D03BA01 Tripsina
D03BA02 Clostridiopeptidasi
D03BA03 Bromelina
D03BA52 Clostridiopeptidasi, associazioni